# کیم دیویس
کیمبرلی جین بیلی دیویس (انگلیسی: Kim Davis) (متولد سپتامبر ۱۹۶۵) دفتردار شهرداری شهرستان روآن، کنتاکی، است که از پذیرش دستور دادگاه فدرال آمریکا که او را ملزم به صدور مجوزهای ازدواج به زوج‌های همجنس در پی پروندهٔ ابرگفل در برابر هاجز دیوان عالی ایالات متحده آمریکا که ازدواج همجنس را در آمریکا قانونی کرد، سر باز زد.
دیویس با ارائهٔ درخواستی اضطراری از دیوان عالی درخواست کرد تا زمانی که او فرجام خواهی کند، دستور دادگاه پایین‌تر را متوقف کند. دیویس پس از نفی درخواستش توسط دیوان عالی، همچنان از صدور مجوز سر باز زد، و گفت او تحت «اقتدار خدا» عمل می‌کند. او در ۳ سپتامبر ۲۰۱۵ به دلیل بی اعتنایی به دادگاه زندانی و پنج روز بعد آزاد شد. دادستان کل کنتاکی در حال بررسی این مسئله است که آیا دادستان ویژه‌ای باید اتهامات بیشتر سوء رفتار در منصب را هم علیه او تعقیب کند یا نه.
دیویس یک «مسیحی رسالتی» است که سه بار در هفته در کلیسای رسالتی سالید راک در نزدیکی مورهد عبادت می‌کند. این کلیسا از مذاهب مسیحی پنتاکوستالیسم است. او در سال ۲۰۱۱، پس از این که مادر شوهرش هنگام مرگ آرزو کرد او به کلیسا برود، دچار یک «بیداری مذهبی» شد. او در پی گرویدنش، موهای خود را بلند کرد، دیگر آرایش نکرد و جواهرات نیاویخت، و شروع به پوشیدن دامن و لباس‌هایی کرد که پایین زانویش می‌افتاد. این در تطابق با معیارهای کلیسای او در خصوص عفت و پوشش برای زنان بود. دیویس برای زندانیان زندان شهرستان روآن جلسات مطالعهٔ انجیل برگزار کرده است.